# Chillicothe, Illinois
Chillicothe är en stad (city) i Peoria County, i delstaten Illinois, USA. Enligt United States Census Bureau har staden en folkmängd på 6 108 invånare (2011) och en landarea på 13,3 km².